# Carlos Adonys Mejía
Carlos Adonys Mejía Estrada (La Ceiba, 19 de febrero de 2000) es un futbolista hondureño. Juega de interior izquierdo y su actual equipo es el Motagua de la Liga Nacional de fútbol de Honduras.

## Trayectoria
Carlos Mejía tuvo sus inicios en el C. D. El Sauce, una escuela de fútbol en su natal La Ceiba.
En abril de 2015, viajó a Inglaterra para probar suerte con las divisiones menores del Manchester City F. C. de la Premier League, pero no logró quedarse y regresó a su país.
Tras su infructuosa incorporación al fútbol inglés, se integró ese mismo año a la disciplina del C. D. S. Vida de la Liga Nacional de Honduras.
Dos años después, el 12 de noviembre de 2017, realizó su debut profesional vistiendo los colores del club rojo, durante la derrota de 4-1 ante el Juticalpa F. C. como visitantes.
El 15 de agosto de 2018, convirtió su primera anotación en un partido entre C. D. S. Vida y F. C. Motagua, que concluyó con derrota de 1-2.
El 10 de junio de 2019, se oficializó su incorporación como préstamo a Real C. D. España, con quienes jugó un total de siete encuentros.
El 27 de agosto de 2020, el Club Universidad Nacional de la Liga MX anunció su fichaje a préstamo por un año con opción de compra. Inicialmente, tendrá participación con Pumas Tabasco, club que disputará la Liga de Expansión MX.

## Selección nacional

### Selecciones juveniles
Fue convocado al Campeonato Sub-17 de la Concacaf de 2017, en el que destacó como máximo anotador.
El 18 de septiembre de 2017, José Francisco Valladares lo confirmó en la nómina definitiva de jugadores que disputaron la Copa Mundial Sub-17 de 2017. En esa justa mundialista, la selección sub-17 avanzó a los octavos de final y Mejía disputó los 4 juegos y marcó 3 goles.
Al año siguiente, fue convocado para disputar los XXIII Juegos Centroamericanos y del Caribe, en los cuales la selección sub-21 se adjudicó la medalla de bronce.
El 14 de mayo de 2019, se anunció su convocatoria para representar a su país en la Copa Mundial Sub-20 de 2019.

#### Participaciones con selecciones juveniles
| Competición                                | Sede           | Resultado         | Partidos | Goles |
| ------------------------------------------ | -------------- | ----------------- | -------- | ----- |
| Campeonato Sub-17 de 2017                  | Panamá         | Cuarto lugar      | 5        | 7     |
| Copa Mundial Sub-17 de 2017                | India          | Octavos de final  | 4        | 3     |
| XXIII Juegos Centroamericanos y del Caribe | Colombia       | Medalla de bronce | 4        | 0     |
| Campeonato Sub-20 de 2018                  | Estados Unidos | Cuarto lugar      | 6        | 4     |
| Copa Mundial Sub-20 de 2019                | Polonia        | Fase de grupos    | 3        | 0     |

## Estadísticas

### Clubes
Actualizado al último partido jugado: 13 de junio de 2023.
| Club                                        | Temporada           | Div.                | Liga  | Liga  | Copas nacionales | Copas nacionales | Torneos internacionales | Torneos internacionales | Total | Total | Media goleadora(1) |
| Club                                        | Temporada           | Div.                | Part. | Goles | Part.            | Goles            | Part.                   | Goles                   | Part. | Goles | Media goleadora(1) |
| ------------------------------------------- | ------------------- | ------------------- | ----- | ----- | ---------------- | ---------------- | ----------------------- | ----------------------- | ----- | ----- | ------------------ |
| C. D. S. Vida Honduras                      | 2017-18             | 1.ª                 | 4     | 0     | Inexistentes     | Inexistentes     | Inexistentes            | Inexistentes            | 4     | 0     | 0                  |
| C. D. S. Vida Honduras                      | 2018-19             | 1.ª                 | 14    | 1     | Inexistentes     | Inexistentes     | Inexistentes            | Inexistentes            | 14    | 1     | 0.07               |
| C. D. S. Vida Honduras                      | 2019-20             | 1.ª                 | 1     | 0     | Inexistentes     | Inexistentes     | Inexistentes            | Inexistentes            | 1     | 0     | 0                  |
| C. D. S. Vida Honduras                      | Total               | Total               | 19    | 1     | 0                | 0                | 0                       | 0                       | 19    | 1     | 0.05               |
| Real C. D. España Honduras                  | 2019-20             | 1.ª                 | 7     | 0     | Inexistentes     | Inexistentes     | Inexistentes            | Inexistentes            | 7     | 0     | 0                  |
| Real C. D. España Honduras                  | Total               | Total               | 7     | 0     | 0                | 0                | 0                       | 0                       | 7     | 0     | 0                  |
| C. Universidad Nacional · México            | 2020-21             | 1.ª                 | 0     | 0     | Inexistentes     | Inexistentes     | Inexistentes            | Inexistentes            | 0     | 0     | 0                  |
| C. Universidad Nacional · México            | Total               | Total               | 0     | 0     | 0                | 0                | 0                       | 0                       | 0     | 0     | 0                  |
| Pumas Tabasco · México                      | 2020-21             | 2.ª                 | 20    | 2     | Inexistentes     | Inexistentes     | Inexistentes            | Inexistentes            | 5     | 1     | 0                  |
| Pumas Tabasco · México                      | Total               | Total               | 20    | 2     | 0                | 0                | 0                       | 0                       | 5     | 1     | 0                  |
| F. C. Motagua Honduras                      | 2021-22             | 1.ª                 | 24    | 4     | Inexistentes     | Inexistentes     | 1                       | 0                       | 25    | 4     | 0.16               |
| F. C. Motagua Honduras                      | 2022-23             | 1.ª                 | 38    | 3     | -                | -                | 6                       | 0                       | 43    | 3     | 0.06               |
| F. C. Motagua Honduras                      | 2023-24             | 1.ª                 | 33    | 2     | -                | -                | 6                       | 1                       | 39    | 8     | 0.12               |
| F. C. Motagua Honduras                      | 2024-25             | 1.ª                 | 40    | 5     | -                | -                | 2                       | 0                       | 42    | 5     | 0.11               |
| F. C. Motagua Honduras                      | Total               | Total               | 135   | 14    | 0                | 0                | 15                      | 1                       | 149   | 15    | 0.10               |
| Total en su carrera                         | Total en su carrera | Total en su carrera | 181   | 17    | 0                | 0                | 15                      | 1                       | 180   | 17    | 0.09               |
| (1) No incluye datos de partidos amistosos. |                     |                     |       |       |                  |                  |                         |                         |       |       |                    |

## Palmarés

### Campeonatos nacionales
| Título          | Club          | País     | Año  |
| --------------- | ------------- | -------- | ---- |
| Torneo Clausura | F. C. Motagua | Honduras | 2022 |

|2024

### Distinciones individuales
| Distinción                                        | Año  |
| ------------------------------------------------- | ---- |
| Bota de oro del Campeonato Sub-17 de la Concacaf. | 2017 |